# For the Love of God (canción)
"For the Love of God" es una pieza instrumental de guitarra compuesta e interpretada por Steve Vai. Lanzada como canción principal es la No.7 en su álbum de 1990 llamado Passion and Warfare, a menudo es citada como la mayor composición de Vai quedando en el puesto # 29 en una encuesta de "los 100 mejores solos de guitarra de todos los tiempos" realizada por la revista Guitar World. La pieza, de una duración de seis minutos, contiene varias técnicas características de Vai, incluyendo legato, trucos de palanca de trémolo, armónicos y cambios de volumen.
Vai, siempre enfocado en explorar nuevas técnicas para lograr el equilibrio espiritual, es también conocido por su énfasis en la preparación. Como ha dicho en muchas entrevistas, Vai ayunó y meditó durante diez días en forma de preparación para la grabación de esta canción, que fue grabada en el cuarto día de ayuno.
Vai ha realizado en 2005 la obra con una orquesta en los Países Bajos: La Orquesta Metropole.
El vídeo de la canción se ha convertido en un éxito en el sitio de videos YouTube, ganando más de 40 millones de vistas. Las expresiones de Vai sobre el escenario son acreditadas por las personas.
Es una de las canciones descargables en el Guitar Hero DLC Virtuoso Pack, disponible para Guitar Hero III.
Suele ser usada como "cortina de fondo" en las primeras temporadas del clásico programa de humor y música argentino Peter Capusotto y sus videos.